# كم تأخر الزمن (رواية)
كم تأخر الزمن (بالإنجليزية: How Late It Was, How Late)‏ هي رواية للكاتب الإسكتلندي جيمس كيلمان، نشرت عام 1994، عن دار نشر سيكر آند واربرغ.